# Die Milchstraße (1940)
Die Milchstraße ist ein US-amerikanischer animierter Kurzfilm von Rudolf Ising aus dem Jahr 1940.

## Handlung
Drei kleine Kätzchen haben ihre Handschuhe verloren. Zur Strafe schickt ihre Mutter sie ohne ihre Gutenachtmilch zu Bett. Die drei Kätzchen schauen sehnsüchtig aus dem Fenster ihres Zimmers auf die Milchstraße. Dort würden sie Milch trinken können. Ein Kätzchen sieht im Zimmer drei Luftballons und einen Korb und so fliegen die drei mit ihrem selbstgebauten Ballon gen Himmel.
Sie kommen an einem Planeten aus Käse vorbei, der von Mäusen bewohnt wird, und werden vom Planeten Mars beschossen. Schließlich erreichen sie die Milchstraße, wo es Milch im Überfluss gibt: Glasflaschen mit Milch und Strohhalm laden zum Trinken ein, Milchfälle, Milchgeysire, zahlreiche Nuckelflaschen voller Milch und milchgefüllte Krüge und Schalen bevölkern den Planeten. Die Kätzchen trinken sich satt. Als eines der Kätzchen Milch aus einem Geysir trinkt, rumort es bei ihm plötzlich im Bauch und es wird durch die Luft geschleudert. Alle drei Kätzchen landen in einer Buttermaschine und drohen schließlich über den Rand des Milchplaneten geschoben zu werden. Sie klammern sich hängend aneinander fest und blicken sehnsüchtig auf die weit unter ihnen liegende Erde.
Plötzlich sieht man die drei Kätzchen in ihrem Zimmer am Bett hängen – sie fallen zu Boden. Die Katzenmutter öffnet die Tür und verkündet, die drei könnten sich jetzt ihr Abendessen abholen. Die Kätzchen laufen begeistert ins Esszimmer. Auf dem Tisch stehen drei Gläser mit Milch – die Kätzchen fallen in Ohnmacht.

## Produktion
Die Milchstraße kam am 22. Juni 1940 in die Kinos. Die Katzenmutter und die drei Kätzchen wurden von Bernice Hansen synchronisiert.
Der Anfang des Films bezieht sich auf den englischen Kinderreim Three Littles Kittens („Three little kittens, they lost their mittens“ – deutsch: „Drei kleine Kätzchen, verloren ihre Handschuhe …“).

## Auszeichnungen
Die Milchstraße gewann 1941 den Oscar in der Kategorie „Bester animierter Kurzfilm“. Es war der erste MGM-Trickfilm, der mit einem Oscar ausgezeichnet wurde. Zuvor waren bereits 1936 Im Land der Kuscheltiere, 1938 The Old Mill Pond und 1940 Friede auf Erden für einen Oscar nominiert worden, konnten den Preis jedoch nicht gewinnen.